# World Series by Renault
World Series by Renault (dawniej World Series by Nissan) – formuła wyścigowa organizowana od 1998 r. W ramach serii organizowane są wyścigi Europejskiego Pucharu Formuły Renault 2.0 Sezon 2013 i Renault Sport Trophy.

## Historia
Seria zadebiutowała w 1998 r. jako Open Fortuna by Nissan. Wyścigi odbywały się głównie na terenie Hiszpanii, ale zorganizowano je także na terenie Francji, Włoch, Portugalii i Brazylii. Całością kierowała firma RPM Comunication. Nazwa serii zmieniała się wielokrotnie, zazwyczaj dostosowując się do nazwy głównego sponsora. Była także nieoficjalnie nazywana "Formułą Nissan".
Z początku seria korzystała z podwozi produkcji firmy Coloni, wyposażonych w silniki Nissan SR20 o pojemności 2000 cm³. Seria była tym samym uważana za pośrednią pomiędzy Formułą 3 i Formułą 3000. W 2002 r. doszło do zmiany producenta podwozia, na którego wybrano firmę Dallara oraz silnika na Nissana VQ30. Poprzez organizację ponad połowy wyścigów poza granicami Hiszpanii seria stała się bardziej międzynarodowa.
W 2003 roku Renault rozpoczęło organizację wyścigów Europejskiego Pucharu Formuły Renault V6, która była serią pomocniczą w organizowanych przez stację Eurosport Super Racing Weekends (ETCC i Mistrzostwa FIA GT). Produkcją podwozi zajęła się firma Tatuus, a silniki V6 o pojemności 3500 cm³ dostarczył Nissan.
W 2005 roku Renault porzuciło Super Racing Weekend i zapoczątkowało Formułę Renault 3.5. Organizatorami nowego cyklu wyścigów zostały firmy Renault Sport i RPM. Doszło tym samym do połączenia World Series by Nissan i Europejskiego Pucharu Formuły Renault V6. Kontynuowano używanie podwozi Dallary, a pochodzący z Formuły Renault V6 aluminiowy silnik został zmodyfikowany, aby uzyskać 425 KM (383 KW) przy 8250 obr./min i maksymalny moment obrotowy 440 NM (przy 7000 obr./min). Podobny silnik instalowany jest w samochodach Nissan 350Z Coupe. Od sezonu 2012 w bolidach Formuły Renault 3.5 stosowany jest silnik V8 o pojemności 3,4 litra stworzony przez firmę Zytek, który generuje 530 KM, dodano także stosowany w Formule 1 system DRS.
Samochody zostały wyposażone w półautomatyczną, sekwencyjną, sześciobiegową skrzynię biegów, w której biegi przełączane są za pomocą łopatek zamontowanych przy kierownicy, bez potrzeby użycia pedału sprzęgła. Takie rozwiązanie (zaczerpnięte z Formuły 1) pozwala kierowcy na operowanie pedałem hamulca lewą nogą. Całość, bez paliwa, musi ważyć 600 kg. Cena podwozia (bez silnika) wynosi ok. 130 tys. EURO.
Na atrakcję każdego wyścigu z cyklu World Series by Renault składają się nie tylko wyścigi głównej Formuły Renault 3.5. Oprócz niej organizowane są wyścigi o Europejski Puchar Formuły Renault 2.0, Puchar Europy Renault Mégane, Renault Sport Trophy i inne.
Nowa koncepcja cyklu "meetingów" sportowych adresowana nie tylko do miłośników czterech kółek, oferując obok wyścigów samochodowych bolidów różnych klas również szereg atrakcji adresowanych dla całych rodzin przyciągnęła na tory całej Europy ponad 700 tysięcy widzów w pierwszym roku działalności.
Po 2015 roku Renault zdecydowało się wycofać wsparcie dla Formuły Renault 3.5. Seria ta kierowana ponownie przez firmę RPM (dawnego promotora World Series by Nissan) zmieniła nazwę na „Formuła V8 3.5” i przestała być częścią weekendu World Series by Renault, który od teraz skupił się wokół Formuły Renault 2.0 oraz Renault Sport Trophy.

## Mistrzowie głównej serii
| Sezon                                | Pełna nazwa serii            | Mistrz                 |
| World Series by Nissan               | World Series by Nissan       | World Series by Nissan |
| ------------------------------------ | ---------------------------- | ---------------------- |
| 1998                                 | Open Fortuna by Nissan       | Marc Gené              |
| 1999                                 | Euro Open MoviStar by Nissan | Fernando Alonso        |
| 2000                                 | Open Telefonica by Nissan    | Antonio García         |
| 2001                                 | Open Telefonica by Nissan    | Franck Montagny        |
| 2002                                 | Telefonica World Series      | Ricardo Zonta          |
| 2003                                 | Superfund World Series       | Franck Montagny        |
| 2004                                 | World Series by Nissan       | Heikki Kovalainen      |
| Europejski Puchar Formuły Renault V6 |                              |                        |
| 2003                                 | Formuła Renault V6           | José María López       |
| 2004                                 | Formuła Renault V6           | Giorgio Mondini        |
| Formuła Renault 3.5                  |                              |                        |
| 2005                                 | Formuła Renault 3.5          | Robert Kubica          |
| 2006                                 | Formuła Renault 3.5          | Alx Danielsson         |
| 2007                                 | Formuła Renault 3.5          | Álvaro Parente         |
| 2008                                 | Formuła Renault 3.5          | Giedo van der Garde    |
| 2009                                 | Formuła Renault 3.5          | Bertrand Baguette      |
| 2010                                 | Formuła Renault 3.5          | Michaił Aloszyn        |
| 2011                                 | Formuła Renault 3.5          | Robert Wickens         |
| 2012                                 | Formuła Renault 3.5          | Robin Frijns           |
| 2013                                 | Formuła Renault 3.5          | Kevin Magnussen        |
| 2014                                 | Formuła Renault 3.5          | Carlos Sainz Jr.       |
| 2015                                 | Formuła Renault 3.5          | Oliver Rowland         |